# Nậm Khắt (Mù Cang Chải)
Nậm Khắt là một phụ lưu cấp 1 của suối Chiến, cấp 2 của sông Đà, chảy ở huyện Mù Cang Chải tỉnh Yên Bái và huyện Mường La tỉnh Sơn La, Việt Nam .
Nậm Khắt dài 26 km, có lưu vực 85 km² .

## Dòng chảy
Nậm Khắt bắt nguồn từ vùng núi phía đông bắc xã Nậm Khắt huyện Mù Cang Chải 21°42′43″B 104°14′44″Đ / 21,712045°B 104,245562°Đ, chảy về hướng tây nam.
Sau đó suối đổi hướng nam, và đổ vào suối Chiến ở xã Ngọc Chiến, huyện Mường La, tỉnh Sơn La .

## Thủy điện
Thủy điện Nậm Khốt 21°38′11″B 104°10′20″Đ / 21,63639°B 104,17222°Đ công suất lắp máy 14 MW, thi công 2007 - 2010, xây dựng trên dòng Nậm Khắt  (trong các văn liệu về thủy điện thì bị viết nhầm ra Nậm Khốt) ở xã Ngọc Chiến huyện Mường La, tỉnh Sơn La .
Thủy điện Nậm Khốt cùng với Thủy điện Nậm Chiến 2 có công suất lắp máy 32 MW, đặt ở xã Ngọc Chiến, nhưng ở chính xã có hai thủy điện này thì đến năm 2014 dân chưa được cấp điện, và được gọi là "Nghịch lý Ngọc Chiến" .

## Chỉ dẫn
1. ↑  Trong tiếng Thái-Tày "Nậm" có nghĩa là nước, sông, suối.